# 段家乡 (黑山县)
段家乡，是中华人民共和国辽宁省锦州市黑山县下辖的一个乡镇级行政单位。

## 行政区划
段家乡下辖以下地区：
段家村、庞家村、蛇山子村、崔屯村、邵屯村、哈山村、中心村、大营盘村、王炮屯村、幺台子村、于坨子村、老泡子村、刘家村和河西村。